# Hancock megye (Indiana)
Hancock megye az Amerikai Egyesült Államokban, azon belül Indiana államban található. Megyeszékhelye és legnagyobb városa Greenfield. Lakosainak száma 79 840 fő (2020. április 1.). Hancock megye Madison, Shelby, Henry, Rush, Marion és Hamilton megyékkel határos.

## Népesség
A megye népességének változása:
| Lakosok száma | 70 203 | 70 471 | 70 896 | 71 575 | 72 520 | 79 840 |
|               | 2010   | 2011   | 2012   | 2013   | 2015   | 2020   |